# 1492 – A Paradicsom meghódítása
Az 1492 – A Paradicsom meghódítása (eredeti cím: 1492: Conquest of Paradise) 1992-ben bemutatott angol–amerikai–francia–spanyol kalandfilm Ridley Scott rendezésében. A film Kolumbusz Kristóf (Gérard Depardieu) történetét meséli el, felelevenítve legendás hajóútját, az Újvilág felfedezését és annak hatásait az őslakos indián népekre. 
Bár a film nézettsége átlagos volt, zenéje, amit Vangelis komponált flamenco gitárosok, hegedűművészek, profi énekesek, egy angol kórus közreműködésével, világszerte nagy sikereket ért el.

## Szereplők
| Szereplő               | Színész           | - 1. szinkron - (mozi, 1992) | - 2. szinkron - (DVD, 2003) |
| ---------------------- | ----------------- | ---------------------------- | --------------------------- |
| Kolumbusz Kristóf      | Gérard Depardieu  | Reviczky Gábor               | Helyey László               |
| Izabella királynő      | Sigourney Weaver  | Csere Ágnes                  | Menszátor Magdolna          |
| Gabriel Sanchez        | Armand Assante    | Balázsi Gyula                | Haás Vander Péter           |
| a felnőtt Fernando     | Loren Dean        | Fekete Zoltán                | Fekete Zoltán               |
| Beatrix                | Ángela Molina     | Zsurzs Kati                  | Nyakó Júlia                 |
| Marchena               | Fernando Rey      | Cs. Németh Lajos             | Kristóf Tibor               |
| Adrian de Moxica       | Michael Wincott   | Zágoni Zsolt                 | Miller Zoltán               |
| Pinzon                 | Tchéky Karyo      | Orosz István                 | Kőszegi Ákos                |
| Mendez kapitány        | Kevin Dunn        | Dimulász Miklós              | Bácskai János               |
| Luis de Santángel      | Frank Langella    | Varga Tamás                  | Beratin Gábor               |
| Francisco de Bobadilla | Mark Margolis     | Barbinek Péter               | Barbinek Péter              |
| Arojaz                 | Kario Salem       | Breyer Zoltán                | Breyer Zoltán               |
| a 10 éves Fernando     | Billy L. Sullivan |                              | Baradlay Viktor             |
| Buyl testvér           | John Heffernan    | Dobránszky Zoltán            | Izsóf Vilmos                |
| Hernando de Guevara    | Arnold Vosloo     |                              |                             |